# Tersilochus quercetorum
Tersilochus quercetorum är en stekelart som först beskrevs av Gabriel Strobl 1901.  Tersilochus quercetorum ingår i släktet Tersilochus och familjen brokparasitsteklar. Inga underarter finns listade i Catalogue of Life.